# 松崎博保
松崎 博保（まつざき ひろやす、1982年7月12日 - ）は、日本のプロボクサー。埼玉県深谷市出身。協栄ボクシングジム所属。早稲田大学政治経済学部卒業。太陽生命保険に勤務することから、自身による愛称は「太陽の男」。実家は深谷市の煎餅専門店・松崎米菓。

## 来歴
2003年9月6日、後楽園ホールでのプロデビュー戦は2RKO負けとなった。
2004年11月3日、東日本スーパーフェザー級新人王を獲得、技能賞を受賞した。同年12月19日、全日本スーパーフェザー級新人王を獲得した。
2006年5月15日、トム長岡（花形）との10回戦ではカウンターで意識を奪い、8RTKO勝利を収めた。同年8月2日、中村友彦（F・I）との6回戦はダウンを奪い合う展開となり、自らも2度のダウンを喫したが5RTKOで制し、5試合連続KO勝利・14連勝となった。その後2勝1分を経て、2007年9月17日の長岡との再戦には1ポイントを失うのみの8R判定勝利を収めた。当初は同年5月に予定されていたが、長岡・松崎が順に負傷したため延期され、7か月ぶりの試合となった。
2008年1月5日、日本スーパーフェザー級王者小堀佑介（角海老宝石）に挑戦。距離をとって踏み込んでは丁寧に攻撃したが、93-98、96-97、95-96の0-3で判定負けとなった。
2008年9月6日、日本同級王者矢代義光（帝拳）に挑戦。矢代が偶然のバッティングで左頭部を負傷するなかプレッシャーをかけ続けたが、下がりながら攻撃する矢代にロープを背負わせた場面でカウンターを受け、4RKO負けを喫した。
2009年7月3日、日本タイトル挑戦権獲得トーナメントスーパーフェザー級準決勝で日本同級4位として同5位の岡田誠一（大橋）と対戦し、0-3の判定負けを喫した。
2010年6月2日には日本スーパーフェザー級2位として佐々木康博（ヨネクラ）と同級8回戦を行い、3-0の判定勝利を収めて再起2連勝 (1KO) となった。
2011年10月15日、最強後楽園スーパーフェザー級決勝で金子大樹（横浜光）と対戦し、2回1分54秒KO負けを喫した。
2014年2月10日、日本スーパーフェザー級2位として1位内藤律樹（E&Jカシアス）と王座決定戦を行うが、8回TKOで敗れまたしても王座獲得はならなかった。試合後にブログで一度は再起を誓い、現在リハビリ中である。

## 戦績
- アマチュアボクシング：2戦1勝 (1KO・RSC) 1敗
- プロボクシング：31戦22勝 (11KO) 7敗 (2KO) 2分

## 獲得タイトル
- 第61回東日本スーパーフェザー級新人王（技能賞）
- 第51回全日本スーパーフェザー級新人王